# Макаров, Владимир Васильевич (зоолог)
Владимир Васильевич Макаров (4 февраля 1904—8 марта 1940) — русский зоолог, специалист по ракообразным.

## Биография
Родился в Петергофе в семье служащих, происходивших из крестьян Московской губернии. В 1919-1920 годах одновременно с учёбой в школе работал рассыльным в мастерской Общедоступного передвижного театра. В 1921 году выпускник Петергофской трудовой школы  II-ой ступени. В 1922 году поступил, а в 1925 — окончил Ленинградский медицинский техникум. Одновременно работал подённо чернорабочим на бумажной фабрике имени Горького. С 1926 по 1931 год работал медбратом на скрой помощи. В 1928 году сдал экзамен в Ленинградский медицинский институт, но так как мест в мединституте не хватило для обучения его направили на биологическое отделение физико-математического факультета Ленинградского университета. Учёбу в ЛГУ Макаров совмещал с работой на скорой помощи. Специализироваться он стал на кафедре гидробиологии у профессора К. М. Дерюгина. В летние сезоны 1930 и 1931 годов прошёл практику на Бородинской биологической станции, которой руководило Ленинградское общество естествоиспытателей. Перед Макаровым была поставлены задачи — выяснить возможность акклиматизации жемчужницы и решить вопрос о возможности проведения промысла длиннопалого рака. Эти исследования опубликованы в трудах станции.
1 апреля 1932 год В. В. Макаров окончил ЛГУ и ему была присвоена  квалификация "научного работника II разряда в области гидробиологии". Он поступил на работу в Государственный гидрологический институт (ГГИ) на должность старшего лаборанта.
В 1932—1933 годах он принимает участие в тихоокеанской экспедиции ГГИ и Тихоокеанского института рыбного хозяйства под руководством К. М. Дерюгина. Задачей экспедиции стало комплексное обследование Японского, Охотского, Берингова морей и частично Чукотского моря. В. В. Макаров вместе с А. В. Ивановым и А. П. Андрияшевым работали в беринговоморской партии под руководством Г. Е. Ратманова. Полевой сезон 1932 года (с 21 июня по 9 октября) был посвящен обследованию на тральщике "Дальневосточник" Берингова и частично Чукотского морей. Были отработаны 64 станции с 96 тралениями и драгировками, взято 385 проб планктона. Пять станций были на глубинах свыше 700 м, в том числе на рекордной для того времени  3 тысячи 864-х-метровой глубине. Работа велась в крайне тяжелых условиях, 16 сентября на пути к Олюторскому мысу судно попало в ураган, лопнул штуртрос, управление судном удалось восстановить только через 2 часа. С 5 июля по 27 сентября 1933 работы были продолжены на тральщике "Красноармеец", вторым гидробиологом был Н. Н. Кондаков, ихтиологом — К. И. Панин. Основным районом работ были северные части Берингова и Чукотское море. Были сделаны 83 бентосных станции с 59 тралениями и 64 дночерпательными пробами и 24 планктонные станции, на которых взято 129 проб. По результатам этих экспедиций в 1937 году Макаров опубликовал большую статью.
В 1933 году, вернувшись из экспедиции, Макаров поступил в поступил в аспирантуру ГГИ. 5 июня 1936 года успешно защитил кандидатскую диссертацию "Фауна Decapoda Берингова и Чукотских морей" на учёном совете ЛГУ (степень утверждена 27 июня 1936 года). Кроме того он составлял кадастр фауны Берингова и Чукотских морей, изучал систематику сипункулид, эхиурид и приапулид. Сотрудничая по договору с Зоологическим институтом, готовил к печати в серии "Фауна СССР" монографию по десятиногим ракам Anomura.
20 февраля 1937 года Макаров перешёл на работу в ЗИН старшим научным сотрудником. Уже в мае того же года он откомандирован в распоряжение Главсевморпути для работы гидробиологом на ледоколе "Георгий Седов". В августе-сентябре 1937 года Макаров собрал пробы бентоса на 24 станциях в море Лаптевых и Восточно-сибирском море. 23 октября 1937 года "Георгий Седов" вместе с ледоколами "Малыгин" и "Садко" оказался в ледовом плену. Начальником зимовки был назначен Р. Л. Самойлович. Во время дрейфа биологические работы велись с борта "Садко", куда и перешёл Макаров. Совместно с двумя биологами экспедиции, сотрудниками ЗИН Г. П. Горбуновым и Т. С. Пергамент с 26 октября 1937 года по 1 апреля 1938 года Макаров собрал уникальный материал — пробы с 12 станций к северу от архипелага Новосибирские острова. А после эвакуации в апреле на самолёте Пергамент и Горбунова он взял ещё 4 станции, причём последняя уже на склоне полярного шельфа. Разборка проб проходила в тяжелейших условиях полярной ночи и разборка и промывка при свете тусклых коптилок. У Макарова и других зоологов испортилось зрение, ещё с лета Владимир страдал тяжёлой формой фурункулёза, но продолжал в сорокаградусные морозы долбить проруби во льду для траловых сборов, промывать пробы в ледяной воде.
Вернувшись в Ленинград, с 15 августа 1938 года продолжил работу в Зоологическом институте. В мае, когда он был ещё на зимовке, вышла его монография. Макаров начал вторую сводку для серии "Фауна СССР" по крабам Brachyura...
Но планам Макарова не суждено было осуществиться. 1 сентября 1939 года его уволили за опоздание. И несмотря на то, что причина опоздания была уважительная, это никак не смягчило наказание, на котором настаивала секретарь парткома А. И. Булычёва. Вскоре безработный Макаров был призван в армию и почти сразу попал на фронт советско-финской войны. По неясным причинам, его медицинское образование и большой опыт работы на скорой помощи не были учтены при мобилизации, и его зачислили рядовым в пехоту. 8 марта 1940 года в 6 утра он был убит.
В архиве Зоологического института сохранилась копия ходатайства от 4 апреля 1941 года в Наркомсобес в том, что Зоологический институт поддерживает просьбу вдовы Макарова о начислении его дочери пенсии за отца, хотя  "перед мобилизацией [он] не являлся сотрудником ЗИН, т. к. 1-го сентября 1939 года он был уволен за опоздание. Однако, Зоологический институт счёл предъявленные Макаровым оправдания уважительными и, высоко ценя его как научного работника, предполагал его принять вновь на работу по истечении предусмотренного законом  2-месячного срока".

## Семья
- Жена — имя?
  - Дочь — Татьяна

## Таксоны, описанные В. В. Макаровым
- Sculptolithodes Makarov, 1934
- Sculptolithodes derjugini Makarov, 1934

## Таксоны, описанные в честь В. В. Макарова
- Diaphana makarovi[нидерл.] Gorbunov, 1946 — брюхоногий моллюск
- Mesocletodes makarovi[нидерл.] Smirnov, 1946 — копепода.
- Pontogenea makarovi Gurjanova, 1951 (ныне Tethygeneia makarovi) — амфипода.

## Научные труды
Макаров В. В. Anomura // Фауна СССР. Ракообразные. — М.—Л.: Издательство АН СССР, 1938. — Т. 10, вып. 3. — 328 с. — (Новая серия № 16).

### Статьи
- Макаров В. В. 1933. К вопросу о промысловом значении длиннопалого рака в водоемах Карелии // Тр. Бородинской станции. Т. 7. Вып. 1. С. 75–81.
- Макаров В. В. Опыт акклиматизации жемчужницы (Margaritana margaritifera L.) // Труды Бородинской биол. станции в Карелии. 1934. Т. 7, вып. 2. С. 37-45.
- Makarov V. V. Eine neue Gattung der Familie Lithodidae aus dem Japanischen Meer // Zoologischer Anzeiger. — 1934. — Bd. 108, № 9—10. — S. 201—204.
- Makarov V. V. Beschreibung neuer Dekapoden-Formen aus der Meeren des Fernen Ostens // Zoologisher Anzigerr. — 1935. —  Bd. 109. Hf. 11/12. — S. 319—325.
- Макаров В. В. К фауне раков-отшельников (Paguridae) дальневосточных морей. // Исследования морей СССР. 1937. Вып. 23. С. 55-67.
- Макаров В. В. К фауне раков-отшельников (Paguridae) окрестностей острова Петрова (Японское море) // Тр. гидробиологической экспедиции на Японском море 1934 г. АН СССР. М.-Л., 1938. С. 405-424.
- Макаров В.В. Материалы по количественному учету донной фауны северной части Берингова и южной части Чукотского морей. Исслед. морей СССР, 1937. вып. 25. С. 260—292
- Макаров В.В. 1941. Фауна Decapoda Берингова и Чукотского морей. // Исследования дальневосточных морей СССР,  Изд-во АН СССР, М.-Л., Вып. 1. C. 111-163.
- Макаров В. В. Фауна Sipunculida, Echiurida и Priapulida дальневосточных морей. // Исследования дальневосточных морей СССР, Изд-во АН СССР, М.-Л., 1950.  вып. 2, C. 239—247.

### Рекомендуемые источники
- Андрияшев А. П., Горбунов Г. П., Смирнов С. С.   1941. Владимир Васильевич Макаров // Известия Всесоюзного географического общества, Т. 73. Вып. 2. С. 307-309.